# Шарп, Уайтстил
Уайтстил Гастингс Шарп (англ. Waitstill Sharp, 1902, Бостон, — 1984, США) — американский унитарианский священник, Праведник мира.

## Детство и образование
Уайтстил Шарп родился в Бостоне в мае 1902 года, был сыном писателя и ученого Далласа Шарпа и Грейс Гастингс. Он окончил Бостонский университет в 1923 году, Гарвардскую школу права в 1926 и Гарвардский университет (М. А.) в 1931.

## Карьера
На третий год обучения в юридической школе он стал по совместительству руководителем религиозного образования в Second Church Бостона, а позже — Национальным директором религиозного образования в Американской унитаристской ассоциации (AUA). В 1933 году он получил пост священника небольшой церкви в Мидвилле, штат Пенсильвания.
В 1927 году он женился на Марте Ингем Дики, которая была социальным работником.
В апреле 1936 года он был назначен пастором унитариатской церкви в Уэлсли Хиллс в Уэлсли, штат Массачусетс.

## Вторая мировая война и участие в спасении беженцев
Шарпы были направлены AUA в Чехословакию для осуществления программы помощи беженцам. Вместе с женой Мартой Шарп, в 1939 г. Уайтстил руководил программой помощи евреям и другим беженцам в Праге.
В 1940 году Уайтстил и Марта отправились в Южную Европу, чтобы продолжить программу помощи беженцам. Во время посещения Южной Франции Уайтстил работал в тесном сотрудничестве с организацией YMCA, помогая защитить бывших чехословацких военнослужащих от преследований со стороны режима Виши. Уайтстил также наладил сотрудничество с Варианом Фраем в части помощи беженцам в Лиссабоне. Уайтстил спас писателя Лиона Фейхтвангера и лично сопровождал его во время нелегальной эмиграции из французского Марселя в США.

## Награды и наследие
В 2006 году Уайтстил и Марта Шарп были признаны израильским Институтом Катастрофы и героизма Яд ва-Шем Праведниками народов мира.
Документальную хронику их деятельности зафиксировал их внук с поддержкой Public Broadcasting Service, в унитарианско-универсалистском сообществе, несколько известных фондов и частные лица.
Существует ряд учебных программ, а также экспозиция в Американском мемориальном музее Холокоста.